# Väinö Penttala
Väinö Penttala (Isokyrö, Finlandia, 16 de enero de 1897-ídem, 28 de febrero de 1976) fue un deportista finlandés especialista en lucha libre olímpica donde llegó a ser subcampeón olímpico en Amberes 1920.

## Carrera deportiva
En los Juegos Olímpicos de 1920 celebrados en Amberes ganó la medalla de plata en lucha libre olímpica estilo peso medio, tras su paisano finlandés Eino Leino y por delante del estadounidense Charley Johnson (bronce).